# Lovebugs
Lovebugs er en schweizisk Britpop inspireret band fra Basel, Schweiz grundlagt i 1992.
De er en af Schweizs mest succesfulde bands og tre af deres album har toppet den schweiziske liste. 

## Historie
Lovebugs blev grundlagt i 1992 af Adrian Sieber og Sebastian Hausmann og trommeslageren Julie Lauper. De vandt en lokal talentkonkurrence, som satte dem i stand til at producere deres første plade. Kun et år efter, forlod trommeslager Julie bandet og blev erstattet af Simon Ramseier.

## Diskografi

### Album
- 1994: Fluff
- 1995: Tart
- 1996: Lovebugs
- 1997: Lovebugs (remix album)
- 1999: Live via satellite – the radio X-Session
- 2000: Transatlantic Flight
- 2001: Awaydays
- 2003: 13 Songs With A View
- 2005: Naked
- 2006: In Every Waking Moment
- 2009: The Highest Heights

### Singler
- 1994: Take Me As I Am
- 1995: Slumber
- 1996: Starving
- 1996: Fantastic
- 1996: Marilyn
- 1996: Whirpool
- 1996: Fingers And Thumbs
- 1998: Angel Heart
- 1999: Under My Skin
- 2000: Bitter Moon
- 2000: Wall Of Sound
- 2001: Music Makes My World Go Round
- 2001: Coffee And Cigarettes
- 2002: Flavour Of The Day
- 2003: A Love Like Tides
- 2003: '72
- 2005: Everybody Knows I Love You
- 2005: When I See You Smile
- 2005: A Love Like Tides
- 2006: The Key
- 2006: Avalon
- 2006: Listen To The Silence
- 2006: Back To Life
- 2009: 21st Century Man
- 2009: The Highest Heights

## Eurovision 2009
Bandet repræsenterede Schweiz ved Eurovision Song Contest 2009 i Moskva, Rusland med sangen "The Highest Heights", men kvalificere sig ikke til finalen.